# Помбалинью (Соре)
Помбалинью (порт. Pombalinho) — район (фрегезия) в Португалии, входит в округ Коимбра. Является составной частью муниципалитета Соре. Находится в составе крупной городской агломерации Большая Коимбра. По старому административному делению входил в провинцию Бейра-Литорал. Входит в экономико-статистический субрегион Байшу-Мондегу, который входит в Центральный регион. Население составляет 1006 человек на 2001 год. Занимает площадь 25,37 км².
Покровителем района считается Дева Мария (порт. Nossa Senhora da Anunciação).